# Dumalneg
Dumalneg é um município de  quinta classe de renda municipal (d) na província Ilocos Norte, nas Filipinas. De acordo com o censo de 1 de maio  de  2020 possui uma população de 3 087 pessoas e 687 domicílios.